# Matthew Scot
Matthew Scot (auch Matthew the Scot; † 1230) war ein schottischer Geistlicher und Minister. Ab 1227 diente er als königlicher Kanzler, dazu war er ab etwa 1229 gewählter Bischof von Dunkeld.
Matthew war womöglich unehelicher Geburt. Er studierte an der Universität von Paris, wo er vor dem 16. November 1218 einen Abschluss als Magister machte. 1223 wird er als Kaplan erwähnt, vermutlich war er zu dieser Zeit bereits zum Kanoniker an der Kathedrale von Dunkeld ernannt worden. Möglicherweise war er auch der Matthew, der um diese Zeit als Archidiakon im englischen Cleveland diente. Er wurde vor dem 5. Juni 1227 von König Alexander II. zum königlichen Kanzler ernannt. Nach dem Tod von Bischof Adam Calder 1228 galt er als Kandidat für das Amt des Bischofs des Bistums Aberdeen. Er verzichtete aber auf eine Kandidatur, da er sich ein einträglicheres Amt erhoffte. Dank seines Amtes als Kanoniker in Dunkeld sah er wohl den baldigen Tod von Bischof Hugh de Sigillo voraus, der Ende 1229 oder Anfang 1230 starb. Daraufhin wurde Matthew zum neuen Bischof des Bistums Dunkeld gewählt. Dennoch diente er weiterhin als königlicher Kanzler, doch er starb vielleicht Ende 1230, nach älteren Angaben bereits 1229, bevor er zum Bischof geweiht werden konnte.